# Провозглашение независимости Суринама

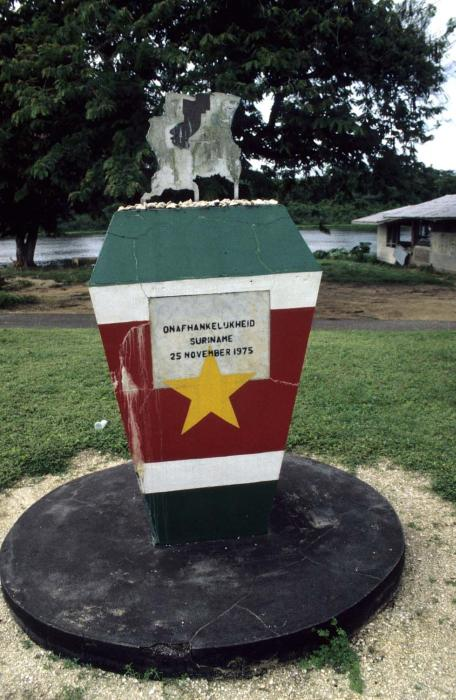
Памятник независимости Суринама

Провозглашение независимости Республики Суринам состоялось 25 ноября 1975 года и стало завершением поэтапного процесса деколонизации территории Нидерландской Гвианы. Предпосылки к обретению Суринамом суверенитета возникли с началом Второй мировой войны. С мае 1940 года Нидерланды находились под оккупацией Германии, а вскоре после нападения на Перл Харбор в 1941 году Голландская Ост-Индия была оккупирована Японией. После этого у Нидерландов лишь территории в Вест-Индии остались не оккупированными. Спустя год после атаки на Перл Харбор, королева Нидерландов Вильгельмина во время радиопередачи, транслировавшейся из Лондона, сказала, что после войны у заморским территориям Нидерландов будет предоставлена широкая автономия. Некоторые жители колоний восприняли это известие, как первый шаг на пути к независимости, особенно после провозглашения независимости Голландской Ост-Индии, ставшей Республикой Индонезия.

## Начало борьбы за независимость
В 1954 году была принята новая нидерландская конституция. Суринам получил широкую автономию, став, наравне с Нидерландами и Нидерландской Вест-Индией, частью единого Королевства Нидерландов. Если ранее вопрос о независимости в суринамском обществе не обсуждался, то с конца 50-х годов XX века появились высказывания в пользу обретения страной полного суверенитета. Одной из первых поддержку независимости Суринама выразила местная Национальная республиканская партия, которая утверждала, что метрополии необходимо отказаться от колониального прошлого и завершить процесс деколонизации, предоставив бывшим колониям полную независимость. В 1969 году под руководством Жюля Сиднея возникла коалиция Прогрессивной реформистской и Прогрессивной национальной партий, также выступавших за суверенитет страны. Нидерландское правительство не разделяло стремления суринамцев к независимости, но, вместе с тем, стало готовиться к возможному выходу страны из состава единого королевства. Однако, в 1973 году союз под руководством Жюля Сиднея распался, и к власти в Парамарибо пришла Национальная партия Суринама. Новое правительство во главе с премьер-министром Хенком Арроном не желало провозглашать независимость Суринама до конца 1975 года. Прогрессивная реформистская партия, в лице своего главы, Ягернат Лахмона, в то время находившегося в Нидерландах, прокомментировала это высказывание премьер-министра, как одно из средств в межпартийной борьбе в Суринаме.

## Деколонизация
С приходом к власти в Нидерландах кабинета министров под управлением Йопа ден Ойла, считавшего, что стране не нужны колонии, и поддерживавшего предоставление независимости заморским территориям, позиция сторонников обретения Суринамом суверенитета окрепли. Важную роль в отказе метрополии от бывшей колонии сыграла многочисленная трудовая миграция суринамцев в Нидерланды. Правительство Ойла надеялось, что с обретением независимости, процесс миграции прекратиться. Однако, это решение правительства имело обратный эффект. Нидерландам пришлось приложить большие усилия, чтобы справиться с ситуацией. Несмотря на это, запрет на иммиграцию из Суринама не был введен. Не все суринамцы желали независимости. Часть населения считала, что в случае провозглашения независимости Суринама, будучи меньшинством (нидерландцы, яванцы), окажется ущемлённой в правах.
В ходе подготовки к принятию решения о независимости Суринама, нидерландским правительством был предпринят ряд мер. Первая важная встреча состоялась 18 мая 1974 года и продолжалась до 21 мая; присутствовали главы всех правительств Королевства Нидерландов. Эта консультация проводилась согласно Гаагскому протоколу, то есть в соответствии с основными соглашениями о проведении мероприятий перед провозглашением независимости.
В августе 1974 года была проведена ещё одна конференция, однако на этот раз суринамским сообществом в Нидерландах. Затем, в октябре того же года была проведена ещё одна встреча, на этот раз в Гааге. На ней премьер-министры Ойл и Аррон договорились о мерах борьбы с потоком мигрантов. Суринамцы разделились. Высказывались аргументы за и против двойного гражданства на переходный период.

## Последние шаги

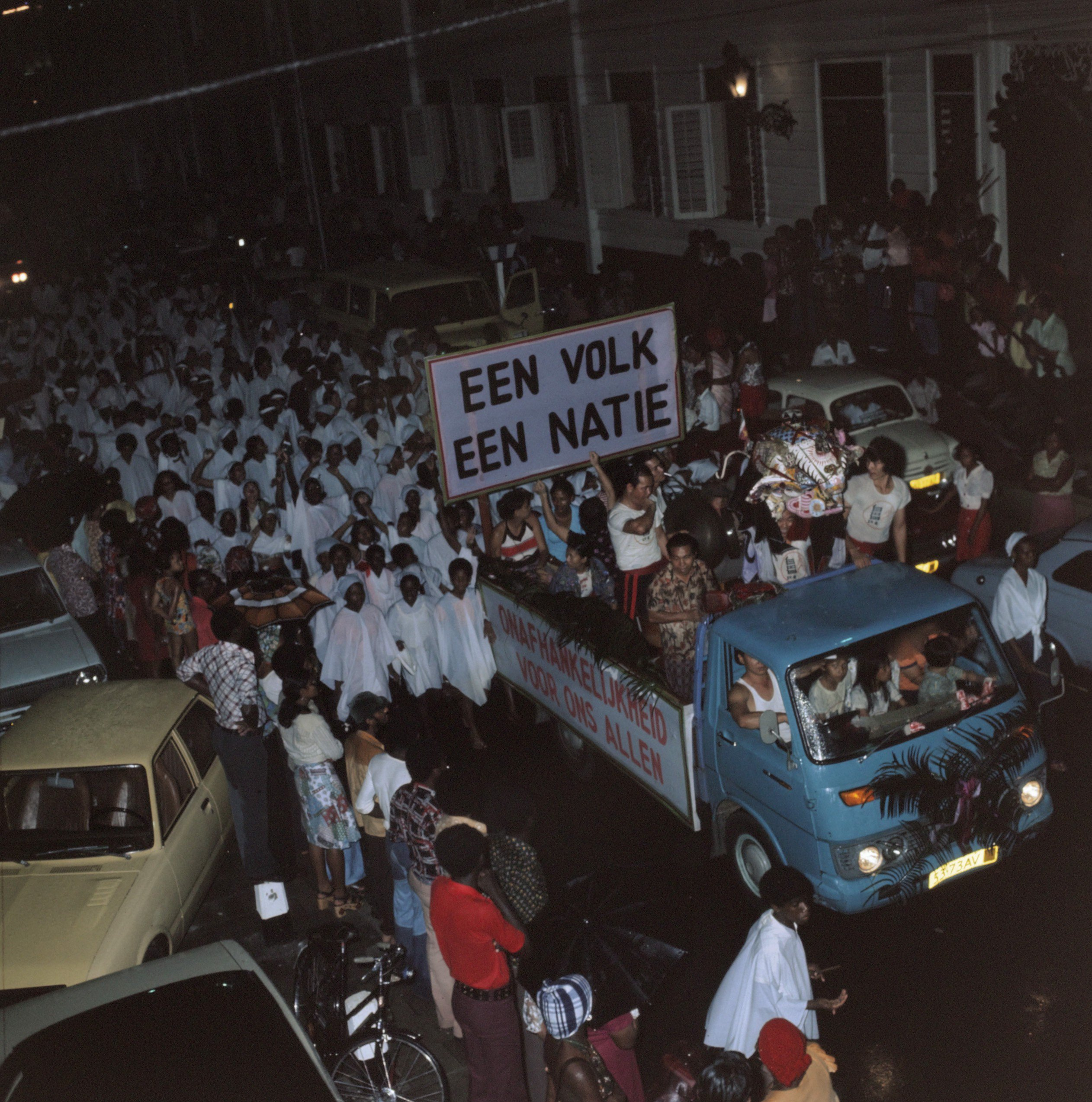
Суринамцы празднуют независимость.

После достижения договоренности в июне 1975 года Суринам должен был обрести независимость. Однако, споры по этому поводу в правительстве страны всё ещё продолжались. Парламент Суринама должен был приложить огромные усилия, чтобы к сроку разработать и принять новую конституцию. Положение усугубляла борьба между правившей коалицией и оппозицией, что нашло свое отражение в своеобразном дезертирстве депутатов из здания парламента. Суринамское правительство не смогло добиться большинства голосов в парламенте по вопросу о провозглашении независимости, но, несмотря на фиаско, кабинет министров не подал в отставку. Губернатор Йохан Ферье молчал. Он ждал своего назначения первым президентом Суринама после обретения независимости страны и не желал портить отношения ни с одной из сторон. Тем не менее, 1 сентября 1975 года Ферье заявил, что всё, что необходимо для провозглашения независимости Суринама должно быть готово к 25 ноября.
21 ноября 1975 года толпа суринамцев снесла статую королевы Юлианы и на месте бывшего памятника установила суринамский флаг. Оранскую площадь в Парамарибо тут же переименовали в Площадь независимости. При поддержке королевы Беатрикс и её супруга Клауса фон Амсберга, а также премьер-министра Ойла, в Королевстве Нидерландов был отпразднован первый день независимости Суринама. 25 ноября метрополия официально признала независимость своей бывшей колонии.